# Noble Group
Noble Group ist ein internationales Unternehmen mit Sitz in Hongkong.
Das 1986 von Richard Elman gegründete Unternehmen handelt weltweit mit Agrarprodukten (Wolle, Sojabohnen, Getreide, Kaffee, Kakao, Zucker), Mineralien, Erz und Kohle. Die Unternehmensgruppe erzielte 2016 einen konsolidierten Umsatz von 45,5 Milliarden US-Dollar.
2005 wurde Noble Group Bestandteil des Straits Times Index, des MSCI Index Singapore und des FTSE - Hang Seng Index.